# Bolesław Maślankiewicz

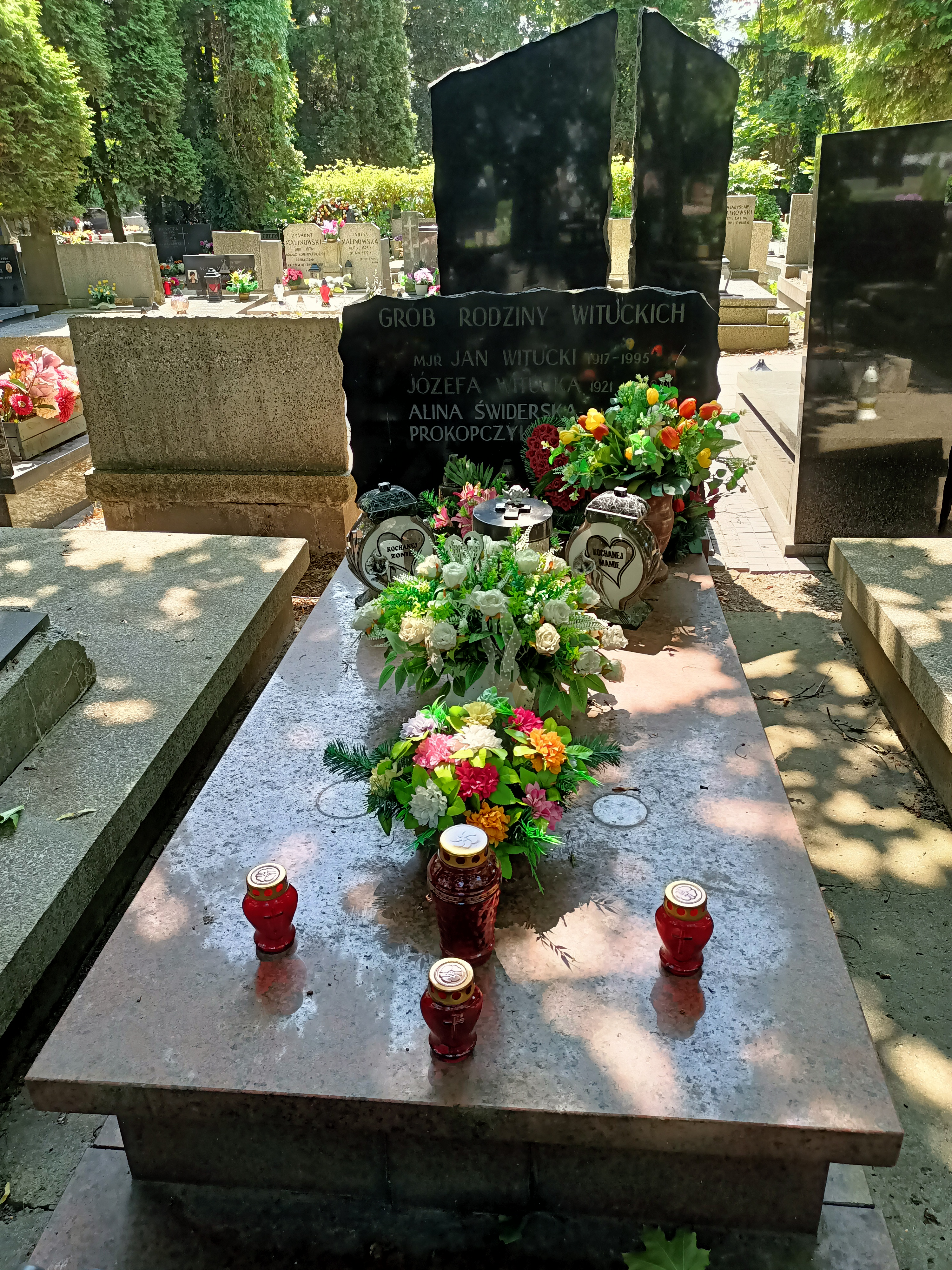
Grób Bolesława Maślankiewicza na cmentarzu Wojskowym na Powązkach

Bolesław Maślankiewicz, ps. Bolek (ur. 7 sierpnia 1903 w Dębicach, zm. 24 grudnia 1971) –  działacz ruchu robotniczego, członek FPK, PPR, PZPR, uczestnik wojny domowej w Hiszpanii i II wojny światowej, pułkownik Wojska Polskiego.

## Życiorys
Urodził się 7 sierpnia 1903 w Dębicach, w rodzinie Walentego i Marii. Działalność polityczną rozpoczął od wstąpienia do Komunistycznej Partii Polski. W latach 1930–1936 był członkiem polskiej sekcji KP Francji. Uczestniczył w hiszpańskiej wojnie domowej, walcząc w batalionie im. Adama Mickiewicza wchodzącym w skład Brygad Międzynarodowych (1936–1938). W batalionie pełnił funkcję komisarza politycznego.
Po wybuchu II wojny światowej działał we francuskim ruchu oporu. Dowodził międzynarodowym batalionem partyzanckim „Stalingrad”. Po wyzwoleniu Francji jako major organizował 19 Zgrupowanie Piechoty Polskiej przy 1 Armii Francuskiej. Następnie został jego dowódcą. Po zakończeniu wojny wraz z całym oddziałem wrócił do Polski. Od 10 lutego 1947 był komendantem wojewódzkim MO w Lublinie, a następnie w Zielonej Górze. Od grudnia 1948 do czerwca 1949 był członkiem egzekutywy KW PZPR w Lublinie. W 1966 w areszcie śledczym MSW w związku ze śledztwem dotyczącym rozpowszechniania ulotek KPP Kazimierza Mijala. Następnie pracownik ochrony w Ministerstwie Leśnictwa i Przemysłu Drzewnego.
Pochowany na cmentarzu Wojskowym na Powązkach w Warszawie (kwatera C31-3-18).

## Ordery i odznaczenia
- Order Krzyża Grunwaldu III klasy[4][5]
- Krzyż Kawalerski Orderu Odrodzenia Polski (4 października 1946)[6]
- Krzyż Srebrny Orderu Virtuti Militari (16 lipca 1946)[7]